# Eburia crinitus
Eburia crinitus es una especie de escarabajo del género Eburia, familia Cerambycidae. Fue descrita científicamente por Noguera en 2002.
Habita en Nicaragua y Panamá. Los machos y las hembras miden aproximadamente 13-19,2 mm. El período de vuelo de esta especie ocurre en los meses de abril y junio.